# Hipotetyzm
Hipotetyzm – sposób uzasadniania twierdzeń w naukach empirycznych
1. Z hipotez wyprowadza się ich konsekwencje logiczne.
2. Mając pewien zbiór konsekwencji bada się, czy nie ma w nim tautologii (ew. sprzeczności).
3. Jeżeli twierdzenie wyprowadzone w ten sposób wnosi coś nowego do teorii, poddaje się je testowi empirycznemu (twierdzenie traktuje się jako przewidujące fakty doświadczalne).

Nazwy "hipotetyzm" używa się również dla oznaczenia hipotetycznego falsyfikacjonizmu i wyrafinowanego falsyfikacjonizmu.